# 패션 빌딩
패션 빌딩(영어: Fashion Building)은 의류나 잡화 등 패션 관련 취급 전문점을 주요 임차인으로 하는 쇼핑 센터의 일종로, 일본어식 영어이다.